# Geoffrey Chaucer
Œuvres principales
- Les Contes de Canterbury (The Canterbury Tales)
- Le Parlement des oiseaux (The Parliament of Fowls)
- Le Livre de la Duchesse (The Book of the Duchess)
- Le Palais de renommée (The House of Fame)
- Troïlus et Criseyde (Troylus and Criseyde)

Compléments
- Premier grand auteur de langue anglaise
- Écrivain britannique le plus célèbre du Moyen Âge

Geoffrey Chaucer est un écrivain et poète anglais né à Londres dans les années 1340 et mort en 1400 dans cette même ville. Son œuvre la plus célèbre est Les Contes de Canterbury. Il est l'un des principaux auteurs de langue anglaise du XIVe siècle avec John Gower, William Langland et le Pearl Poet, et il est largement considéré comme l'un des pères de la littérature anglaise.
Selon Arthur Terry, les poètes d'Europe les plus importants sont Geoffrey Chaucer, Ausiàs March, et François Villon.

## Biographie
Geoffrey Chaucer est le fils d'un marchand de vin londonien prospère, John Chaucer (vers 1312 – 1366). Il est vraisemblablement né dans Thames Street, au cœur du quartier de Vintry. Son parcours éducatif est incertain. Il est possible qu'il ait été scolarisé à l'aumônerie de la cathédrale Saint-Paul, mais rien ne permet d'affirmer qu'il soit jamais passé sur les bancs de l'université.
Chaucer est mentionné pour la première fois dans un document écrit en 1357, comme serviteur dans la maisonnée de la comtesse d'Ulster Élisabeth de Bourg. Il combat en France, vraisemblablement sous les ordres du mari d'Élisabeth, le duc de Clarence Lionel d'Anvers. Fait prisonnier durant le siège de Reims, il est libéré le 1er mars 1360 contre rançon. On retrouve sa trace en Navarre en 1366, où il agit peut-être pour le compte du Prince Noir. Chaucer se marie vers 1366 avec Philippa Roet, une dame de compagnie de la reine Philippa de Hainaut. Il entre peu après dans la maison du roi Édouard III et commence à toucher une pension annuelle, sans compter les différents dons et indemnités qu'il reçoit par ailleurs.
Dans les années qui suivent, Chaucer se rend à plusieurs reprises sur le continent en qualité d'envoyé diplomatique. Le premier poème de Chaucer que l'on puisse dater avec certitude provient de cette période : il s'agit du Livre de la Duchesse, un hommage à l'épouse de Jean de Gand, Blanche de Lancastre, décédée en 1368. Chaucer visite pour la première fois l'Italie de façon certaine en 1372-1373, à l'occasion d'une mission diplomatique à Gênes. Il est possible qu'il s'y soit rendu dès 1368, pour assister au mariage de Lionel d'Anvers avec Violante Visconti, la fille du duc de Milan, mais sa présence n'est pas attestée. Bien qu'il n'ait probablement pas rencontré en personne Pétrarque et Boccace lors de ses séjours italiens, il y découvre leurs œuvres, ainsi que celles de Dante, qui l'inspireront profondément.
De retour en Angleterre, Chaucer reçoit un logement gratuit à vie à Aldgate en 1374, et il est nommé contrôleur des douanes du port de Londres. Il continue à voyager pour le compte du roi Richard II, notamment pour un second séjour en Italie en 1378. Durant cette période, il écrit Le Palais de renommée (The House of Fame) et Le Parlement des oiseaux (The Parliament of Fowls). Il faut sans doute placer également ici Troïlus et Criseyde (Troylus and Criseyde), ainsi que sa traduction en prose du Consolation de la philosophie de Boèce. S'il était à Londres en 1381, il aurait vu passer sous ses fenêtres les leaders de la Révolte des paysans.
Chaucer démissionne en 1385 et part pour le Kent, peut-être à Greenwich, où il représente la justice royale pendant quelques années. C'est peut-être de cette période que date La Légende des femmes vertueuses (The Legend of Good Women). Sa femme meurt vraisemblablement en 1387. C'est probablement vers cette époque qu'il commence la rédaction des Contes de Canterbury. Il occupe divers postes administratifs durant la dernière décennie de sa vie : clerc des travaux royaux, garde forestier adjoint à North Petherton. Après la déposition de Richard II en 1399, le nouveau roi Henri IV confirme les privilèges attribués à Chaucer, mais ce dernier disparaît des documents administratifs au cours de l'année 1400. Sa pierre tombale dans le « Coin des poètes » dans l'abbaye de Westminster, gravée un siècle plus tard, date son décès du 25 octobre 1400.
Chaucer laisse plusieurs enfants. Son fils Thomas connaît une carrière brillante dans le service public et marie sa fille Alice au duc de Suffolk William de la Pole. Un autre fils, Lewis, est principalement connu en tant que dédicataire du Traité de l'astrolabe rédigé par son père. On attribue parfois à Chaucer deux filles prénommées Agnes et Elizabeth, mais ce lien de parenté n'est pas clairement établi dans les sources.

## Œuvres majeures
- Le Livre de la Duchesse (The Book of the Duchess).
- Anelida et Arcite (Anelida and Arcite).
- Le Palais de la Renommée (The House of Fame).
- Le Parlement des oiseaux (The Parliament of Fowls).
- Troïlus et Criseyde (Troylus and Criseyde).
- La Légende des femmes vertueuses (The Legend of Good Women).
- Traité de l'astrolabe (Treatise on the Astrolabe).
- Équatoire des planètes (Equatorie of the Planetis), attribution incertaine.
- Les Contes de Canterbury (The Canterbury Tales).
- Traduction du Consolation de la philosophie de Boèce.
- Traduction du Roman de la Rose de Guillaume de Lorris, attribution incertaine.
- Traduction du De Miseria Condicionis Humane du pape Innocent III, perdue.

## Hommages
- La police de caractères Chaucer Type a été créée par William Morris à l'occasion d'une édition de ses œuvres.
- L'astéroïde (2984) Chaucer est nommé en son honneur.
- Le personnage de Chaucer, interprété par Paul Bettany, apparaît dans le film Chevalier.
- Le personnage de Chaucer, interprété par Jean Magnan, apparaît en 1965 dans la série Thierry la Fronde de Jean-Claude Deret, épisode 36, sur RTF Télévision.

### Bases de données et dictionnaires
- Ressources relatives aux beaux-arts :   - British Museum
  - Musée d'art Nelson-Atkins
  - MutualArt
  - National Gallery of Art
  - National Portrait Gallery
  - Royal Academy of Arts
  - Te Papa Tongarewa
  - Union List of Artist Names
- Ressources relatives à la musique :   - International Music Score Library Project
  - Carnegie Hall
  - Discogs
  - Grove Music Online
  - MusicBrainz
  - Muziekweb
  - Répertoire international des sources musicales
- Ressources relatives à la littérature :   - Academy of American Poets
  - Archives de littérature du Moyen Âge
  - Internet Speculative Fiction Database
  - Poetry Foundation
- Ressources relatives au spectacle :   - Internet Broadway Database
  - Kunstenpunt
- Ressource relative à l'astronomie :   - Biographical Encyclopedia of Astronomers
- Ressource relative à la santé :   - Bibliothèque interuniversitaire de santé
- Ressource relative à la bande dessinée :   - Comic Vine
- Ressource relative à l'audiovisuel :   - Unifrance
- Ressource relative à la recherche :   - ALCUIN
- Notices dans des dictionnaires ou encyclopédies généralistes :   - Britannica
  - Brockhaus
  - Collective Biographies of Women
  - Den Store Danske Encyklopædi
  - Deutsche Biographie
  - Enciclopedia italiana
  - Enciclopedia De Agostini
  - Gran Enciclopèdia Catalana
  - Hrvatska Enciklopedija
  - Internetowa encyklopedia PWN
  - Larousse
  - Nationalencyklopedin
  - Oxford Dictionary of National Biography
  - Proleksis enciklopedija
  - Store norske leksikon
  - Treccani
  - Universalis
  - Visuotinė lietuvių enciklopedija
- Notices d'autorité :   - VIAF
  - ISNI
  - BnF (données)
  - IdRef
  - LCCN
  - GND
  - Italie
  - Japon
  - CiNii
  - Espagne
  - Belgique
  - Pays-Bas
  - Pologne
  - Israël
  - NUKAT
  - Catalogne
  - Suède
  - Vatican